# (100395) 1995 WG38
(100395) 1995 WG38 es un asteroide perteneciente al cinturón de asteroides, descubierto el 23 de noviembre de 1995 por el equipo del Spacewatch desde el Observatorio Nacional de Kitt Peak, Arizona, Estados Unidos.

## Designación y nombre
Designado provisionalmente como 1998 UB39.

## Características orbitales
1995 WG38 está situado a una distancia media del Sol de 2,330 ua, pudiendo alejarse hasta 2,816 ua y acercarse hasta 1,844 ua. Su excentricidad es 0,208 y la inclinación orbital 7,660 grados. Emplea 1299 días en completar una órbita alrededor del Sol.

## Características físicas
La magnitud absoluta de 1995 WG38 es 16,1.